# 管国
管国，是西周初期的一个重要的诸侯国。西周初年，管国频频在史书上出现。

## 地理位置
首都位于今天的河南省郑州市管城区，势力范围在首都周围一片不大的地区。

## 历史

### 建国
西周初年，周武王灭殷。并且在建立周朝之后，分封其弟叔鲜于管，建立了管国。並與霍叔處和蔡叔度合稱「三監」。管城当时是西周东方的重镇。

### 灭亡
周公摄政之后，管叔鮮勾结蔡叔度、霍叔處、武庚发动管蔡之亂，被周公東征率兵剿灭，管叔鮮被殺死，管国被废。

### 文化传承
现代中国河南省郑州市管城回族区管辖区域即为原管国国土，另外，方言中原官话商阜片里表示肯定的语气词“管”也来源于此（与标准河南话表肯定的语气词“中”意义相同）。